# Вина (право)
Вина́ — важнейшая составляющая субъективной стороны состава проступка или деликта, внутреннее отношение лица к совершаемому действию (бездействию) и причинённым вследствие этого последствиям.

## Вина в уголовном праве
Вина в уголовном праве является элементом субъективной стороны состава преступления, обязательным условием уголовной ответственности. Согласно господствующей в настоящее время психологической теории вины, она определяется как психическое отношение лица к совершаемому им общественно опасному деянию, предусмотренному уголовным законом, и его последствиям. Существуют и другие теории вины.

### Формы вины
В уголовном праве различается две формы вины — умысел и неосторожность. В рамках умысла выделяется прямой и косвенный умысел, в рамках неосторожности — преступное легкомыслие и преступная небрежность. Выделяют также преступления с двойной (смешанной) формой вины.
Умышленная форма вины предполагает осознание виновным сущности совершаемого деяния, предвидение его последствий и наличие воли, направленной к его совершению.
Неосторожность характеризуется легкомысленным расчётом на предотвращение вредных последствий деяния лица, либо отсутствием предвидения наступления таких последствий. Неосторожность встречается реже, чем умысел, однако по своим последствиям неосторожные преступления (особенно связанные с использованием некоторых видов техники, атомной энергии и т. д.) могут быть не менее опасными, чем умышленные.
Уголовный закон также может предусматривать ситуацию, когда в результате умышленного преступления причиняются тяжкие последствия, которые не охватывались умыслом лица. Уголовная ответственность за такое преступление наступает только в случае, когда в отношении этих последствий имела место вина в форме легкомыслия или небрежности. Такое преступление называется преступлением с двойной формой вины и в целом считается совершенным умышленно.
Уголовным правом большинства стран не допускается объективное вменение, то есть ответственность за деяние, совершённое невиновно. Деяние считается совершенным невиновно, если лицо не предвидело общественно опасных последствий своего деяния и по обстоятельствам дела не могло и не должно было их предвидеть.

## Вина в административном праве
В административном праве вина — это элемент субъективной стороны состава административного правонарушения, она определяется как психическое отношение субъекта к противоправному действию или бездействию и его последствиям.

### Формы вины
В административном праве различают две формы вины — умысел и неосторожность.
Административное правонарушение признается совершенным умышленно, если лицо, его совершившее, сознавало противоправный характер своего действия (бездействия), предвидело его вредные последствия и желало наступления таких последствий или сознательно их допускало либо относилось к ним безразлично.
Административное правонарушение признается совершенным по неосторожности, если лицо предвидело возможность наступления вредных последствий своего действия (бездействия), но без достаточных к тому оснований самонадеянно рассчитывало на предотвращение таких последствий либо не предвидело возможности наступления таких последствий, хотя должно было и могло их предвидеть. Административное право, как и уголовное, различает две формы неосторожной вины — легкомыслие и небрежность.
Отграничение умышленной вины от неосторожной при совершении административного проступка имеет важное практическое значение: в некоторых случаях КоАП относит к проступкам только умышленные действия (бездействие), установление признаков неосторожной вины исключает производство по делу об административном правонарушении.
Вина юридического лица (как субъекта административного правонарушения, не обладающего возможностью психического отношения к совершенному противоправному деянию) выражается в наличии у него возможности для соблюдения правил и норм, за нарушение которых предусмотрена административная ответственность, и непринятии всех зависящих от него мер по их соблюдению.

## Вина в гражданском праве
Вина в гражданском праве является субъективным условием гражданско-правовой ответственности и определяется как психическое отношение субъекта к своему противоправному поведению, в котором проявляется степень его пренебрежения интересами контрагента или общества.
Понятие вины применимо как к гражданам, так и к юридическим лицам. Вина юридических лиц проявляется через виновное поведение их работников и исходит из способности юридического лица в лице его органа (руководителя) предвидеть противоправные действия своих работников и своими действиями предотвращать их или пресекать.

### Формы вины
В гражданском праве различают две формы вины — умысел и неосторожность (простая и грубая).
Умысел имеет место тогда, когда поведение лица сознательно направлено на нарушение обязательства.
При вине в форме неосторожности в поведении лица отсутствуют элементы намеренности: оно не направлено на сознательное совершение нарушения обязательства, однако в нём отсутствует необходимая для надлежащего исполнения обязательства заботливость и осмотрительность.
Отсутствие вины доказывается лицом, нарушившим обязательство. Таким образом, правонарушитель должен доказывать:
- какие меры он принял для надлежащего исполнения обязательства;
- какую степень заботливости и осмотрительности он проявил.